# Гурьевская (Вологодская область)
Гурьевская — деревня в Вожегодском районе Вологодской области.
Входит в состав Нижнеслободского сельского поселения, с точки зрения административно-территориального деления — в Нижнеслободский сельсовет.
Расстояние по автодороге до районного центра Вожеги — 58 км, до центра муниципального образования Деревеньки — 9 км. Ближайшие населённые пункты — Павловская, Заозерье, Митинская.
По данным переписи в 2002 году постоянного населения не было.